# گراندس ای سان مارتین
گراندس ای سان مارتین دهستانی در استان آبیلای اسپانیا است.
در این دهستان ۵۱ نفر زندگی می‌کنند. مساحت این دهستان ۱۱٫۶۳ کیلومتر مربع است.